# Turkish Delight (film)

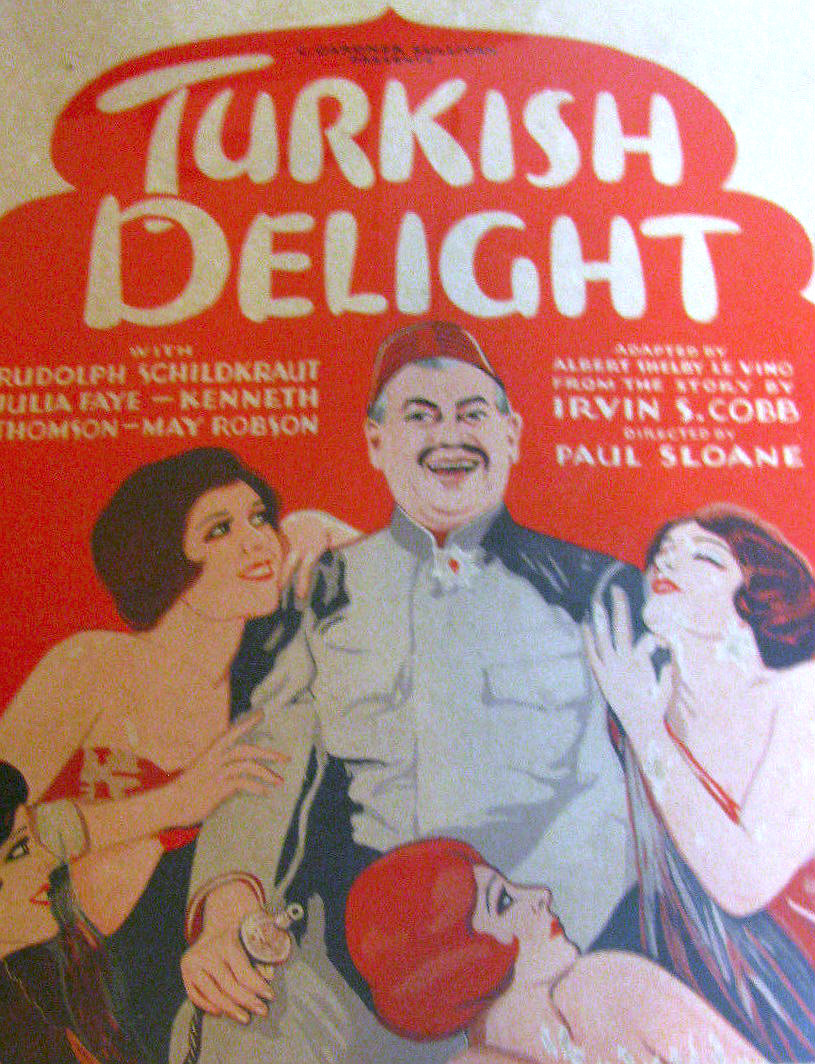
Affiche du film.

Pour l’article homonyme, voir Turkish delight.
Turkish Delight est un film américain réalisé par Paul Sloane, sorti en 1927.

## Synopsis
Abdul Hassan, un marchand de tapis turc vivant à New York, méprise toutes les femmes à l'exception de sa nièce d'origine américaine, Zelma. Pendant ce temps, à Tamboustan, la veuve impitoyable du sultan prend le trône après que sept héritiers mâles ont été tués de manière violente. Le méchant Achmet Ali informe la sultane qu'Abdul est désormais l'héritier légitime, et elle le convoque pour le tester en tant que compagnon. Lors du voyage à Tamboustan, Zelma rencontre et tombe amoureuse du riche aventurier américain Donald Sims. Malgré les protestations d'Abdul, Donald les suit jusqu'à leur destination et est incarcéré peu après son arrivée. Zelma assure la liberté de Donald en lançant une révolte dans le harem et déjoue les hommes de main de la sultane dans leur poursuite d'Abdul.

## Fiche technique
- Réalisation : Paul Sloane
- Scénario : Tay Garnett d'après une histoire d'Irvin S. Cobb
- Photographie : 	Jacob A. Badaracco
- Montage : Margaret Darrell
- Genre : Comédie[1]
- Production : DeMille Pictures Corporation
- Distributeur : Producers Distributing Corporation
- Durée : 60 minutes
- Date de sortie : 11 novembre 1927

## Distribution
- Julia Faye : Zelma
- Rudolph Schildkraut : Abdul Hassan
- Kenneth Thomson : Donald Sims
- Louis Natheaux : Achmet Ali
- May Robson : Tsakran
- Harry Allen : Scotty
- Toby Claude : Nassarah

## Galerie

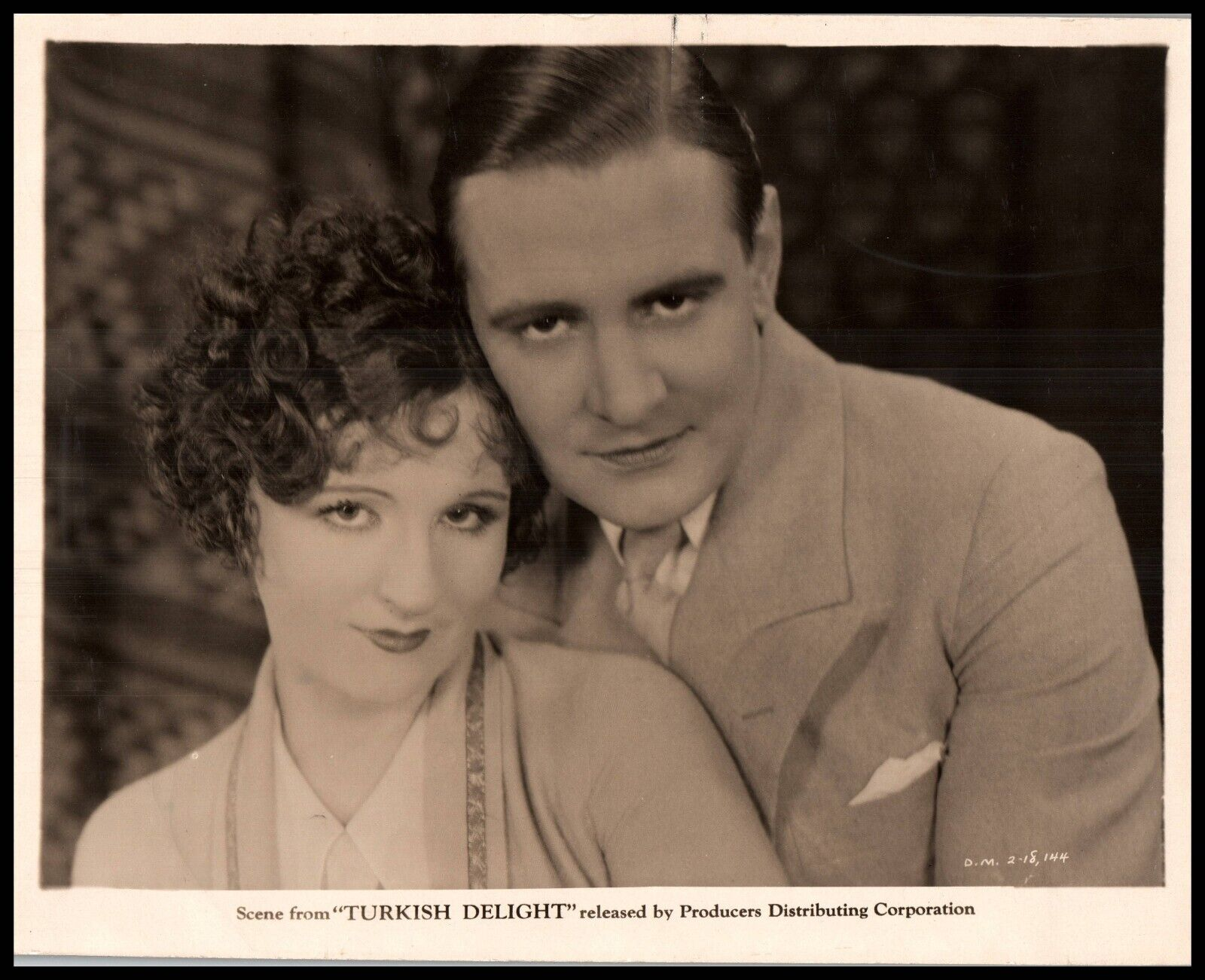
Julia Faye et Kenneth Thomson.
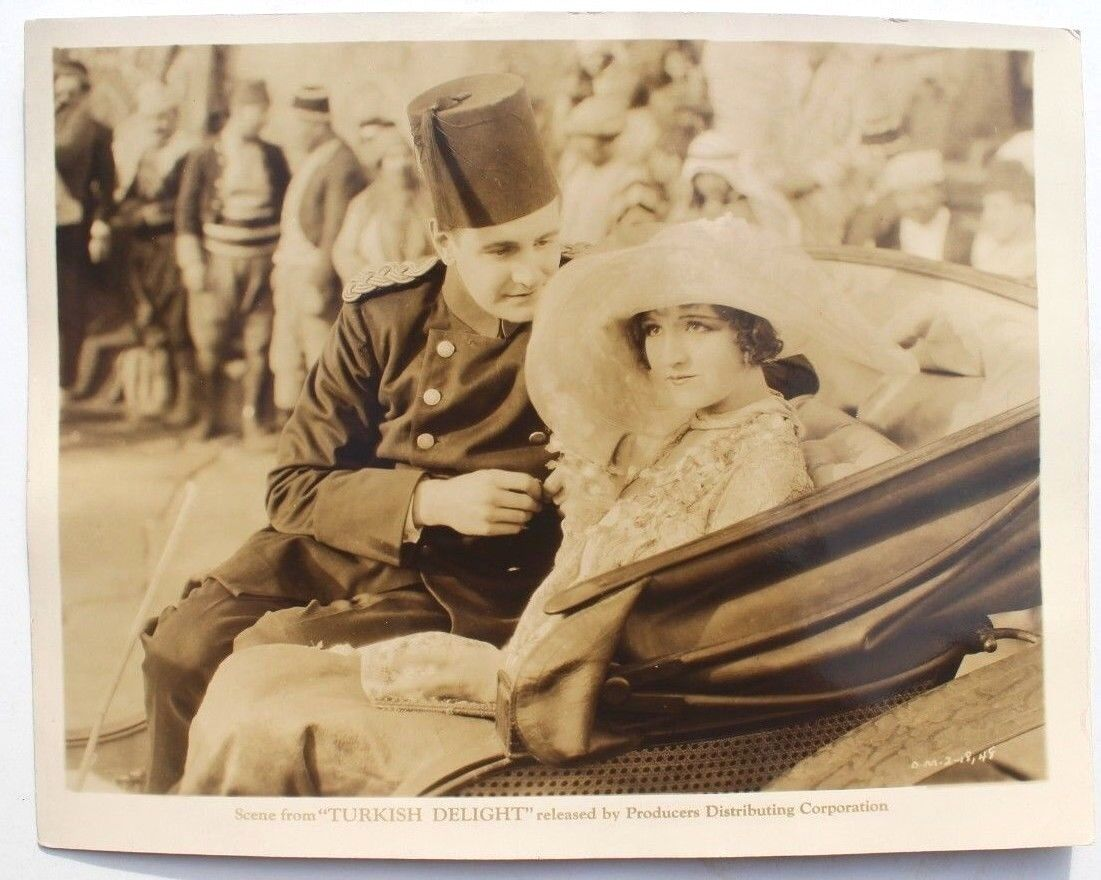
Julia Faye et Kenneth Thomson.

## Statut du film
Une copie en 16 mm est conservée à l'UCLA Film and Television Archive